# Матеріальні дівчата
«Матеріальні дівчата» (англ. Material Girls) — американський фільм 2006 року жанру комедії. В ролях Гіларі Дафф, Гейлі Дафф, Анжеліка Г'юстон, Лукас Хаас, Марія Кончіта Алонсо та Брент Спайнер. Режисер Марта Кулідж, сценарій Джона Квантанс. Співпродюсеровано Patriot Pictures та Maverick Films. Фільм базується на книжці 1811 року «Розум і почуття» британської письменниці Джейн Остін, проте показаний у сучасному стилі життя та постановлений в Лос-Анжелесі. На DVD фільм вийшов 12 грудня 2006.

## Сюжет
Танзанія «Тензі» (Гіларі Дафф) та Ева (Гейлі Дафф), двоє багатих, зіпсованих голлівудських світських сестер, які насолоджуються матеріальними речами, такими як шопінг та дейтинг, замість того, аби займатися сімейною компанією косметики Marchetta Cosmetics, яку заснував їх батько Віктор Маршетта (Філіп Казнофф). Коли батько помирає, а мати виходить заміж за принца, Marchetta Cosmetics починає керувати співзасновник та сімейний друг Томмі Катценбач (Брент Спайнер).
Проходить рік зі смерті Віктора. Тензі планує вступити до коледжу, а Ева — публічно оголосити про свої заручини із Міком (Брендон Бімер), який місяцями був її нареченим. Коли у новини проривається скандал про нічний крем Marchetta Cosmetics, який призводить до погіршення стану шкіри, преса починає переслідувати сестер і руйнує їх репутацію та репутацію їх батька. Це змушує сестер постійно перебувати всередині будинку. Невдовзі в їхньому маєтку виникає пожежа. Ева швидко хапає свою сукню для вечірки по зарученням і деякі дрібнички; Тензі забирає відеозйомку їх батька, на якому він говорить про свою косметику. Дівчата вирушають до готелю і дізнаються, що їх кредитні картки були заблоковані і вони розуміють, що у них зовсім немає грошей. Ева та Тензі зупиняються у маленькій квартирі своєї домогосподарки та сімейного друга Інез (Марія Кончіта Алонсо), а їх машину викрадають двоє хлопців (Джоель Медден та Бенджі Медден).
Наступного ранку Ева і Тензі їдуть на автобусі на вечірку по зарученням Еви. Там вони дізнаються, що всі їх друзі любили їх лише тоді, коли у них були гроші. Агент Міка, Сол (Ларрі Поіндекстер), повідомляє Еві, що Мік розриває з нею стосунки. Томмі планує переконати раду директорів продати Marchetta Cosmetics найбільшому конкуренту Фабіеллі (Анжеліка Х'юстон) за $60 мільйонів. Дівчата радяться зі своїми радниками і погоджуються продати компанію батька. Жінка дає їм 30 днів на обдумування. Після того як хімік-лаборант компанії Рік (Маркус Колома) допомагає сестрам втекти від папараці, Ева і Тензі вирішують провести своє власне розслідування. Вони просять допомоги у адвоката клініки Хенрі (Лукас Хаас), але він відмовляється допомагати їм.
Дівчата розуміють, що продавши компанію батька вони зможуть повернутися собі екстравагантне життя, до якого вони так звикли, але вирішують вшанувати пам'ять свого батька і докопатися до коріння скандалу навколо Marchetta Cosmetics.
Коли Ева і Тензі навідуються до жінки, яка подала скаргу на нічний крем Marchetta Cosmetics, то дізнаються від її сусідки, що жінка була народжена із захворюванням шкіри, і недавно саме зробила собі операцію. З отриманою інформацією дівчата успішно відбудовують ім'я Маршетт і перебирають на себе права власності компанії з рук Томмі, який стояв позаду скандалу заради плану продати компанію їх батька Фабіеллі по низькій ціні. За допомогою ради директорів Ева і Тензі знімають Томмі з посади CEO.
Через шість місяців опісля скандалу, дівчата займаються керуванням компанією: Ева стала новим CEO, а Тензі хіміком. Вони обидві знаходять кохання; Тензі знаходиться в стосунках із Ріком, Ева із Хенрі.

## У ролях
- Гіларі Дафф — Танзанія «Тензі» Маршетта
- Гейлі Дафф — Ева Маршетта
- Анжеліка Х'юстон — Фабіелла дю Монт
- Брент Спайнер — Томмі
- Лукас Хаас — Генрі
- Марія Кончіта Алонсо — Інез Рамірез
- Фейт Принс — Пем
- Обба Бабатюнд — Крейг
- Рейган Дейл — Джейден
- Тай Ходжес — Етіенн
- Коллін Кемп — Шарлін
- Філіп Казнофф — Віктор Маршетта
- Таня Александр — ЛаПорша
- Дот Джонес — Бутч Бренда
- Шаейн Хейнс — Андреа Рамірез
- Брендон Бімер — Мік Ріонн
- Джоель Медден — викрадач машини
- Бенджі Медден — викрадач машини
- Джоанн Барон — Гретчен

## Зйомки
Зйомки фільму почались 18 квітня 2005 в Лос-Анджелесі, Каліфорнія. Спеціально для фільму сестри Дафф переспівали пісню Мадонни «Material Girl». Як саундтрек Гіларі Дафф записала пісню «Happy», яка потім увійшла до її третього студійного альбому «Dignity».

## Випуск
31 березня 2006 Лукас Хаас повідомив на сайті AndPop.com, що він не очікує виходу фільму на екрани. Це твердження було підтверджено 5 квітня статтею на The Ryersonian. Хаас повідомив, що вони безрезультатно намагалися продати стрічку великим компаніям вже довгий час. 6 квітня на сайті Box Office Mojo було оголошено, що права на фільм купила Metro-Goldwyn-Mayer, і що покази розпочнуться 25 серпня (потім було перенесено на 18 серпня). 2 травня на офіційному сайті Марти Кулідж з'явилась новина, що фільм буде показаний у 2,000 кінотеатрах США.
Покази по кінотеатрам розпочалися 18 серпня 2006 по 1,509 кінотеатрам Сполучних Штатів.

## Рецензії
Фільм отримав надзвичайно негативні рецензії. Сайт Rotten Tomatoes помістив стрічку на 46 місце із 100 найгірших фільмів 2000-х, а також виставив рейтинг у 4 %. Сайт Metacritic дав фільму 17 %.

## Касові збори
На своєму першому вікенді фільм зібрав $4,603,121 мільйонів у 1,509 кінотеатрах США та перебував на 9 місці популярності за переглядами. Під кінець прокату стрічка зібрала $11,449,638 в США та $5,458,087 інтернаціонально, загалом збираючи по всьому світі $16,847,695.

## Нагороди
Гіларі та Гейлі були номіновані на Razzie Award у категоріях Найгірша акторка (англ. Worst Actress) та Найгірша пара на екранах (англ. Worst Screen Couple).